# Chapelle Saint-Hermentaire
La chapelle Saint-Hermantaire est une chapelle située au 744 chemin de Saint-Hermentaire à Draguignan dans le département du Var. Elle dépend de la paroisse de Draguignan du diocèse de Fréjus-Toulon.

## Historique
Dans la légende de Saint Hermentaire, ce fut au lieu actuel de la chapelle Saint-Hermentaire que le saint tua le dragon qui terrorisait la ville. La messe y est célébrée deux fois par an, le lundi de Pâques et le lundi de Pentecôte. 

## Architecture
C'est un édifice dont la construction initiale date du Haut Moyen Âge ou XIe ou XIIe siècle mais qui a fait l'objet de nombreux remaniements. 
C'est un sanctuaire dédié à saint Hermentaire, patron de la ville de Draguignan, élevé sur les vestiges d'une villa gallo-romaine dotée de thermes (Ier siècle av. J.-C. / IIIe siècle ap. J.-C.). Les fouilles, réalisées dans l'église et le cloître en 1989 / 1990, par le professeur Yann Codou, avaient en effet révélé un ensemble monumental du VIe siècle, édifié sur des vestiges gallo-romains,.
La chapelle Saint-Hermentaire a été classée au titre des Monuments historiques le 21 juillet 2014 et possède un riche mobilier du XVIIe siècle au XIXe siècle.

## Les travaux de restauration
À la suite de travaux de restauration engagés en 1964 par « Les Amis de Saint-Hermentaire » et la « Société d'études scientifiques et archéologiques de Draguignan », une première campagne de fouilles dans l'église et le cloître a été réalisée par le professeur Yann Codou en 1989-1990.
En 2016, la ville a décidé de s'engager dans une opération de restauration plus ambitieuse. Pour cela, elle est appelée à faire établir une étude préalable permettant et d'établir un plan pluriannuel d'intervention sous la maîtrise d'œuvre d'un architecte du patrimoine.